# Dayville (Oregon)
Dayville ist eine Stadt an der US Route 26 im Grant County im US-Bundesstaat Oregon. Es wurde 1913 gegründet. Die Bevölkerung betrug 132 bei der Volkszählung 2020.

## Geschichte
Dayville wurde nach dem John Day River benannt. Der ursprüngliche Standort des Postamtes von Dayville lag 5 km westlich des heutigen Standorts der Stadt. In der Mitte des 19. Jahrhunderts lag Dayville an der Route einer Wagenstraße, die um 1870 in The Dalles Military Road umbenannt wurde und die The Dalles am Columbia River mit Goldminen in der Nähe von Canyon City verband. Dayville wurde 1913 zur Stadt erhoben.

## Geografie
Die Stadt liegt 201 km östlich von Bend und 375 km südöstlich von Portland, am Zusammenfluss des John Day River mit dem South Fork John Day River. Die US Route 26 verläuft von Ost nach West durch Dayville, und die South Fork Road, die entlang des kleineren Flusses von Nord nach Süd verläuft, trifft auf den größeren Highway in der Stadt. Das Murderers Creek State Wildlife Area, die Aldrich Mountains und Teile des Malheur National Forest liegen etwas südöstlich von Dayville. Etwas südwestlich liegen die Black Canyon Wilderness, die Ochoco Mountains und Teile des Ochoco National Forest.
Dayville liegt 722 m über dem Meeresspiegel. Nach Angaben des United States Census Bureau hat die Stadt eine Gesamtfläche von 1,37 Quadratkilometern, wovon alles Land ist.

## Klima
Die Stadt hat ein Klima mit durchschnittlich 1 °C im Januar und 21 °C im Juli. Der jährliche Niederschlag beträgt durchschnittlich etwa 30 cm und in Dayville fallen etwa 30 cm Schnee pro Jahr.

## Demografie
Die Bevölkerung betrug 132 bei der Volkszählung 2020.

### Bevölkerungsentwicklung
| Einwohner | Einwohner | Einwohner |
| Jahr      | Einwohner | %±        |
| --------- | --------- | --------- |
| 1890      | 120       | —         |
| 1900      | 52        | −56,7 %   |
| 1910      | 100       | 92,3 %    |
| 1920      | 117       | 17,0 %    |
| 1930      | 106       | −9,4 %    |
| 1940      | 136       | 28,3 %    |
| 1950      | 286       | 110,3 %   |
| 1960      | 234       | −18,2 %   |
| 1970      | 197       | −15,8 %   |
| 1980      | 199       | 1,0 %     |
| 1990      | 144       | −27,6 %   |
| 2000      | 138       | −4,2 %    |
| 2010      | 149       | 8,0 %     |
| 2020      | 132       | −11,4 %   |

## Bildung
Dayville ist die Heimat des Dayville School District, eines Systems mit zwölf Klassen und insgesamt etwa 50 Schülern im Jahr 2007.

## Wirtschaft
2002 waren die fünf größten Arbeitgeber in Dayville der Schulbezirk, der Dayville Merc (Lebensmittelladen), ein Café, eine Lounge und eine Tankstelle.
Die Dayville Presbyterian Church hat seit den 1970er Jahren Radfahrern Gastfreundschaft geboten, die entlang der U.S. Bicycle Route 76-Radwegs reisen.